# 利明頓 (緬因州)
利明頓（英語：Limington）是一個位於美國緬因州約克縣的鎮。

## 人口
根據2020年美國人口普查的數據，利明頓的面積為112.12平方千米，當中陸地面積為108.57平方千米，而水域面積為3.55平方千米。當地共有人口3892人，而人口密度為每平方千米35人。